# ラサロ・モンテス
ラサロ・ヨスメル・モンテス（Lázaro Yosmel Montes, 2004年10月22日 - ）は、キューバのラ・アバーナ州ハバナ出身のプロ野球選手（外野手）。右投左打。MLBのシアトル・マリナーズ傘下所属。

## 経歴

### プロ入りとマリナーズ傘下時代
2022年1月22日にアマチュア・フリーエージェントでシアトル・マリナーズと契約してプロ入り。契約金は250万ドル。傘下のルーキー級ドミニカン・サマーリーグ・マリナーズでプロデビューした。
2023年はルーキー級アリゾナ・コンプレックスリーグ・マリナーズで開幕を迎え、シーズン途中にA級モデスト・ナッツへ昇格。2チーム合計で70試合に出場して打率.303、13本塁打、61打点を記録した。
2024年はA級モデストで開幕を迎え、シーズン途中にA＋級エバレット・アクアソックスへ昇格した。